# Régiment de Vogué cavalerie
Das Régiment de Vogué cavalerie war ein Regiment der schweren Kavallerie, aufgestellt im Königreich Frankreich, im Dienst während des Ancien Régime bis zum Ende des Siebenjährigen Krieges.

## Aufstellung und signifikante Änderungen
- 1666: Aufstellung als Régiment de Thury cavalerie anlässlich des bevorstehenden Devolutionskrieges.
- 1674: Umbenennung in: Régiment de Saint-Valery cavalerie
- 1691: Umbenennung in: Régiment de Saint-Lievier cavalerie
- 8. Januar 1696: Umbenennung in: Régiment de Ruffey cavalerie
- 27. Februar 1705: Umbenennung in: Régiment de Marcillac cavalerie
- 6. März 1719: Umbenennung in: Régiment de Montrevel cavalerie
- 1734: Umbenennung in: Régiment de Vogué cavalerie
- 1744: Umbenennung in: Régiment de Saint-Jal cavalerie
- 1759: Umbenennung in: Régiment de Vogué cavalerie
- 1. Dezember 1761: Auflösung und Eingliederung in das Régiment Royal cavalerie[1]

## Mestres de camp
Mestre de camp war die Rangbezeichnung für den Regimentsinhaber und/oder den tatsächlichen Kommandeur. Sollte es sich bei dem Mestre de camp um eine Person des Hochadels handeln, die an der Führung des Regiments kein Interesse hatte (wie z. B. der König oder die Königin) so wurde das Kommando dem Mestre de camp lieutenant (oder Mestre de camp en second) überlassen.
- 1666: der Chevalier de Thury
- 1674: der Chevalier de Saint-Valery
- 1691: der Chevalier de Saint-Lievier
- 8. Januar 1696: Louis Anne Marie Damas, comte de Ruffey[2]
- 27. Februar 1705: Henry de Crugy, comte de Marcillac[3]
- 6. März 1719: Melchior Esprit de la Baume, comte de Montrevel[4]
- 1734: der marquis de Vogué
- 1744: der comte de Saint-Jal
- 1759: der comte de Vogué (vorher Capitaine im Régiment d’Aquitaine cavalerie)

## Ausstattung

### Standarten
Das Regiment führte bis 1735 vier Standarten aus gelber Seide. Darauf aufgelegt die königliche Sonne mit dem Devisenband des Königs Nec pluribus impar. In den vier Ecken befanden sich gestickte Fleurs de lys.
Alle Zierstickereien sowie die Fransen waren in Gold ausgeführt. Beide Seiten waren gleich.

Danach führte das Regiment vier ponceaurote Standarten mit Dekorationen wie zuvor, wobei die Ränder beim Regiment Vogué weiß, beim Régiment de Fiennes cavalerie jedoch schwarz unterlegt waren. Auf der Rückseite des Regiments Vogué befand sich ein Bildfeld mit einem Hahn und dem Devisenband „Vigi Lans et Audax“ (Wachsam und kühn).

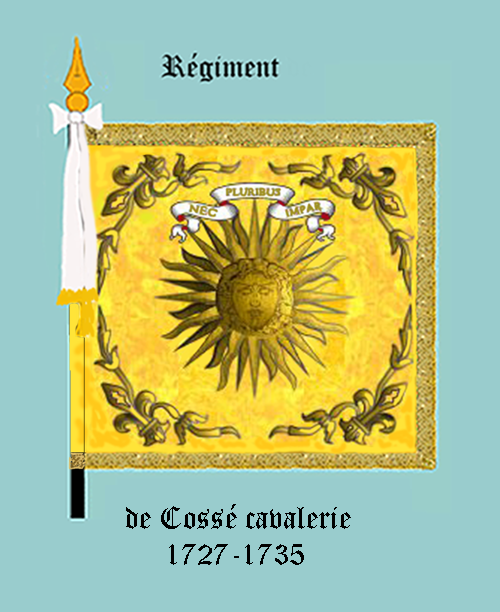
Régiment de Cossé cavalerie
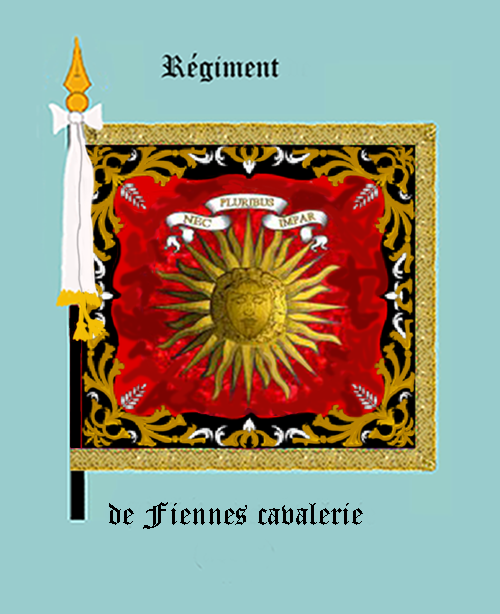
Régiment de Fiennes cavalerie
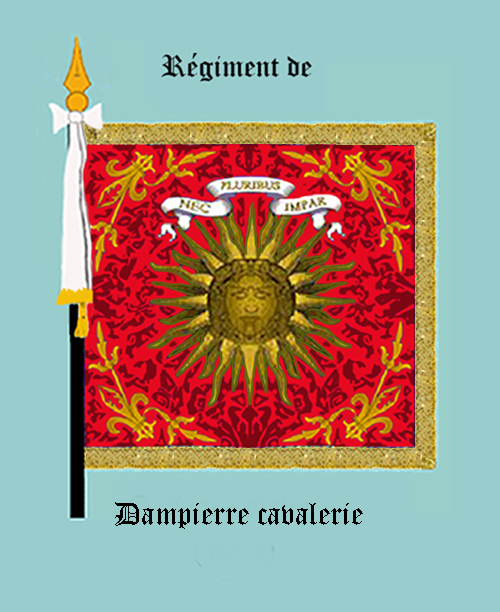
<Régiment de Dampierre cavalerie
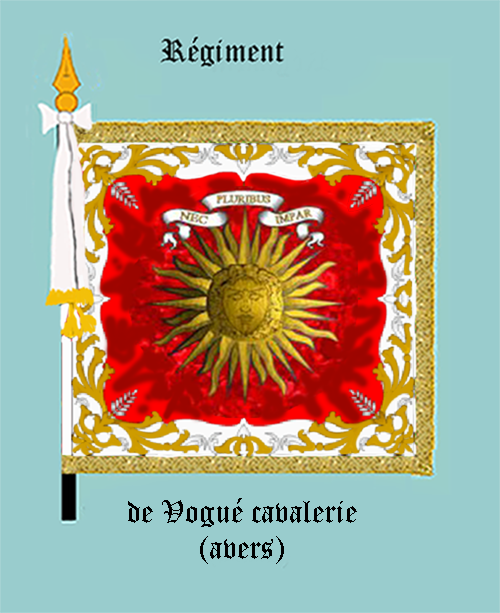
Régiment de Vogué cavalerie

### Uniformierung

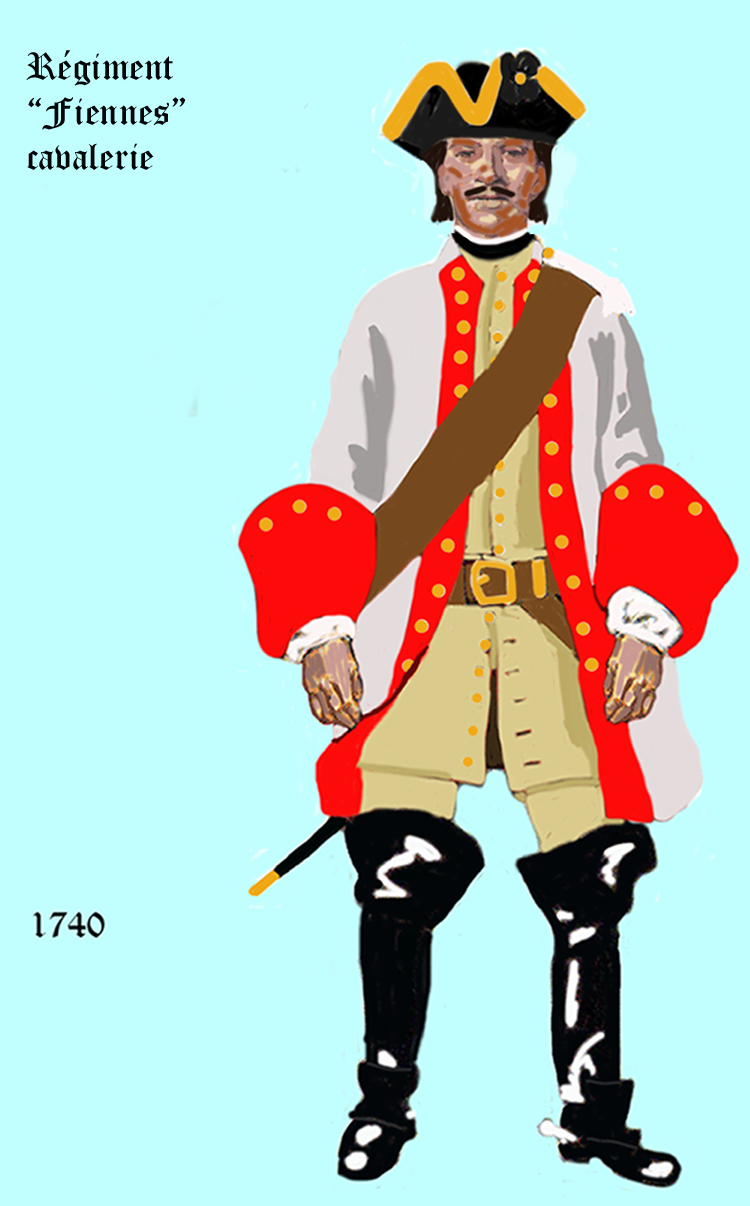
1740 bis 1757
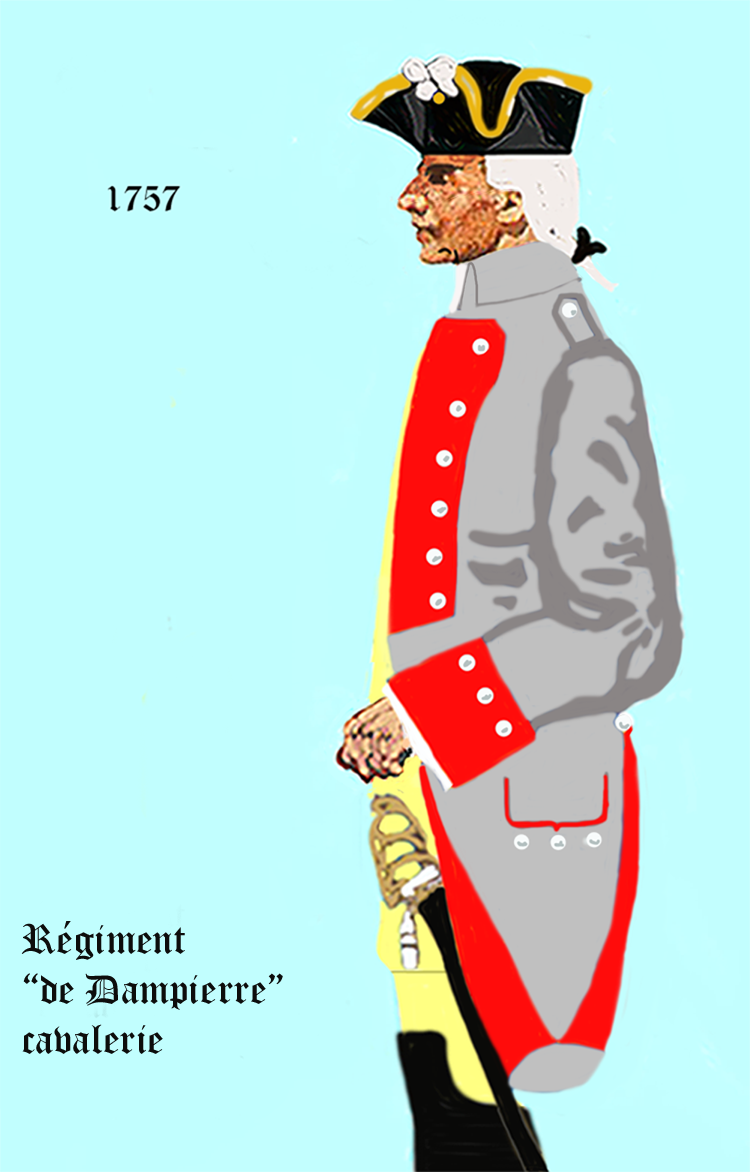
1757 bis 1761

## Geschichte
Das Regiment war in den folgenden Kriegen eingesetzt:
- Devolutionskrieg

Feldzug in den Spanischen Niederlanden
- Holländischer Krieg

1679: Unter dem Maréchal François de Créquy Verfolgung der kurbrandenburgischen Truppen nach Westfalen. Nach der Schlacht bei Minden Beendigung des Krieges.
- Pfälzischer Erbfolgekrieg

Schlacht bei Fleurus
Schlacht bei Neerwinden
- Spanischer Erbfolgekrieg

Schlacht am Speyerbach
Schlacht bei Höchstädt
Schlacht bei Denain.
- Krieg der Quadrupelallianz

Vorstoß nach Katalonien
- Polnischer Thronfolgekrieg

- Österreichischer Erbfolgekrieg

Schlacht bei Roucourt
Schlacht bei Lauffeldt
- Siebenjähriger Krieg

Schlacht bei Hastenbeck
Schlacht bei Krefeld
Schlacht bei Minden
1760 Gefecht bei Korbach und Schlacht bei Warburg. Danach nach Frankreich kommandiert, wurde das Regiment nach  Friedensschluss aufgelöst, die verbliebenen Reiter in das „Régiment Royal cavalerie“ eingegliedert.